# 南頓郡
南頓郡（なんとん-ぐん）は、中国にかつて存在した郡。晋代から北斉にかけて、現在の河南省周口市一帯に設置された。

## 概要
晋の恵帝のとき、汝南郡を分割して南頓郡が立てられた。南頓郡は豫州に属し、郡治は南頓県に置かれた。東晋初年には、南頓王司馬宗の南頓国があったが、326年（咸和元年）に司馬宗が処刑されると廃絶され、再び南頓郡となった。
南朝宋のとき、南頓郡は南豫州に属し、南頓・和城の2県を管轄した。
南朝斉のとき、南頓郡は豫州に属し、南頓・和城の2県を管轄した。
東魏のとき、南頓郡は北揚州に属し、南頓・和城・平郷・新蔡の4県を管轄した。
北斉のとき、南頓郡は廃止された。

## 僑置南頓郡

### 西南頓郡
南朝斉のとき、西南頓郡が置かれた。西南頓郡は豫州に属し、西南頓・和城・譙・平郷の4県を管轄した。

### 合州南頓郡
本節では現在の安徽省合肥市一帯に設置された南頓郡について述べる。南朝梁のとき、南頓郡が置かれ、合州に属した。549年（武定7年）、東魏がここを占拠した。南頓郡は南頓・和城の2県を管轄した。